# San Carlos (Paraguai)
San Carlos del Apa é uma cidade do Paraguai, Departamento Concepción. Possui uma população de 690 habitantes. Sua economia é baseada na agricultura e pecuária.

## Transporte
O município de San Carlos del Apa é servido pelas seguintes rodovias:
- Caminho em terra ligando o município de San Lázaro a cidade de Paso Barreto
- Caminho em pavimento ligando o município de Concepción a cidade de San Lázaro [1][2][3]